# Глоська (Нижньосілезьке воєводство)
Глоська (пол. Głoska, нім. Gloschkau) — село в Польщі, у гміні Менкіня Сьредського повіту Нижньосілезького воєводства.
Населення — 415 осіб (2011).
У 1975-1998 роках село належало до Вроцлавського воєводства.

## Демографія
Демографічна структура станом на 31 березня 2011 року:
|          | Загалом | Допрацездатний вік | Працездатний вік | Постпрацездатний вік |
| -------- | ------- | ------------------ | ---------------- | -------------------- |
| Чоловіки | 211     | 44                 | 146              | 21                   |
| Жінки    | 204     | 40                 | 116              | 48                   |
| Разом    | 415     | 84                 | 262              | 69                   |